# فاجعه صعود نانگا پاربات ۱۹۳۴

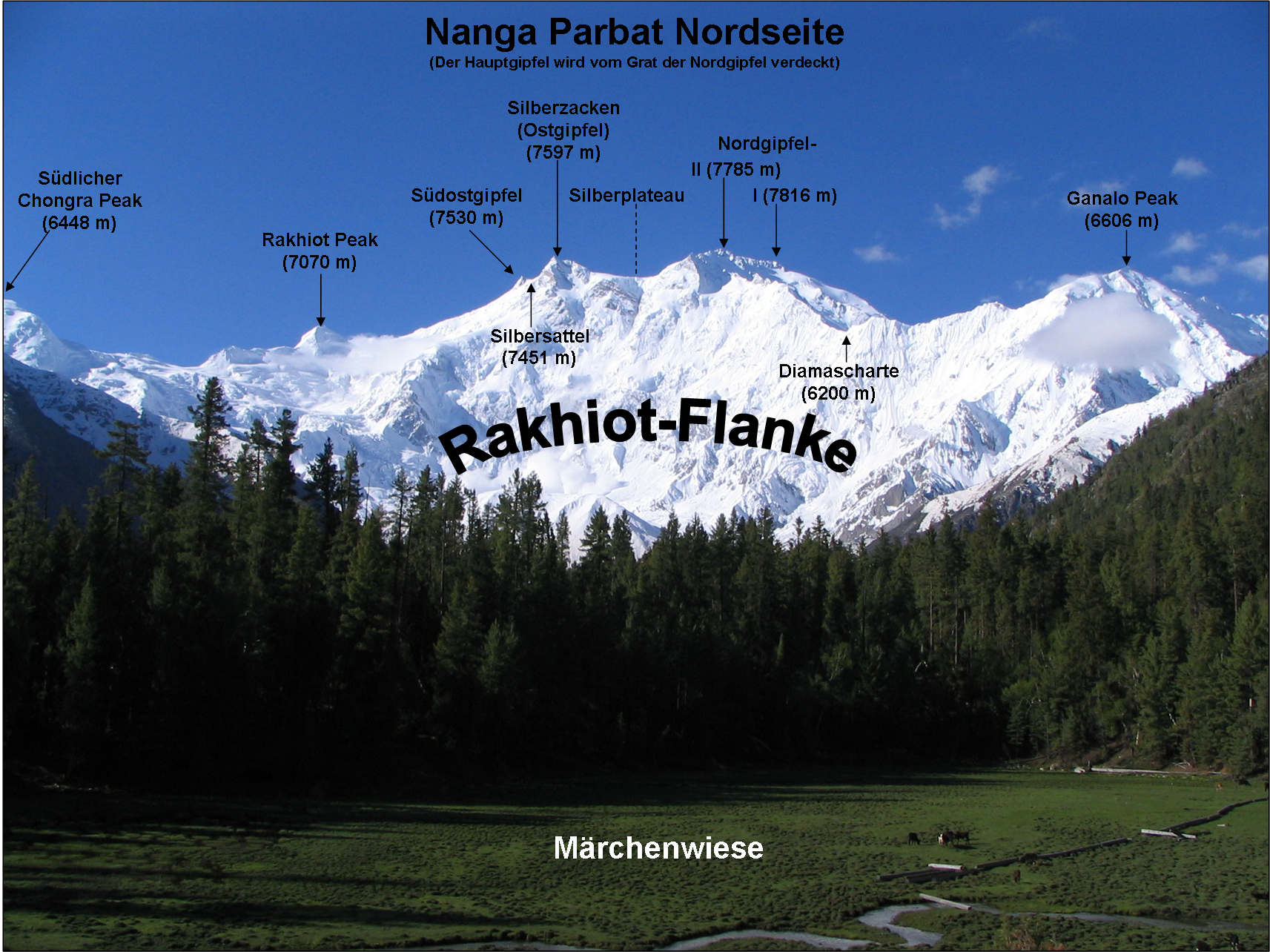
Rakhiot-Flanke des Nanga Parbat mit deutschsprachiger Beschriftung

فاجعه صعود نانگا پاربات ۱۹۳۴ (انگلیسی: 1934 Nanga Parbat climbing disaster) حادثه سال ۱۹۳۴  نانگا پاربات  منجر به از دست رفتن جان ۱۰ نفر در طول فصل صعود از جمله ۹ تن شد که زمان خودش  بزرگترین حادثه کوه‌نوردی در تاریخ بود. در سال ۱۹۳۴ ویلی مرکل یک صعود که امکانات مالی مناسبی پا پشتیبانی حکومت نازی داشت را برای رسیدن نانگا پاربات آماده کرده بود. در ابتدای صعود الفرد درکسل بر اثر ادامای ارتفاع زیاد درگذشت. پیتر آشنبنر و اروین شایندر به ارتفاع ۷۸۹۵ متری رسیدند اما در ۶ ژوئیه به علت بدی هوا مجبور به بازگشت شدند. در ۷ ژوئیه ۱۴ نفر دیگر هم در طوفان وحشتناکی در ارتفاع ۷۴۸۰ متری گیر افتادند. در زمان بازگشت ۳ کوهنورد آلمانی منجمله خود میلی مرکل و ۶ شرپا جان خود را از دست دادند. تنها بازمانده این طوفان انگ تسرینگ بود که ۷ یا ۹ روز را مبارزه با طوفان سهمگین سپری کرد و در نهایت نجات پیدا کرد. 